# Retortillat
Le retortillat, ou rétortillat, est un plat rural à base de fromage fondu, de pommes de terre et de tome fraîche, assaisonné avec de l'ail, du persil et du sel, originaire du pays aubracien.
Ce plat est un proche parent de la truffade, originaire des monts du Cantal, voisins de l'Aubrac. Le retortillat est également connu en Margeride (Lozère).

## Étymologie
« Retortillat » est une graphie francisée du vocable languedocien « retortilhar », signifiant « entortiller » en français.

## Préparation
Les pommes de terre sont coupées en fines rondelles et rissolées dans un peu de graisse (majoritairement de l'huile aujourd'hui).
Quand les patates sont cuites et dorées, la tome fraîche coupée en lamelles est ajoutée et laissée fondre lentement avant de remuer pour obtenir un mélange filant, le fromage s'étirant alors en fins filaments.
L'assaisonnement est possible avec de l'ail, du persil, du sel ou du poivre.

## Variantes de la recette
Il existe plusieurs manières de préparer la recette : le rissolage des pommes de terre peut s'effectuer accompagné d'oignons émincés, préalablement revenus dans l'huile, ; à la fin de la préparation, de la fourme finement tranchée peut être ajoutée à la tome, en plus ou moins grande quantité selon son goût, afin de donner une touche plus parfumée.

## Accompagnement
Le retortillat se consomme en plat unique ou bien accompagné d’une pièce de viande rôtie, d’une viande rouge ou d’une saucisse grillée, ou encore d'une salade.

## Origines du plat
Les buronniers (producteurs fermiers de l'Aubrac) qui effectuaient autrefois, pendant l'été, la fabrication usuelle des fourmes sur l'Aubrac seraient, dit-on, à l'origine du retortillat. Les propriétaires des burons, au sein desquels ils travaillaient et vivaient pendant la période d'estive, leur interdisaient la consommation du fromage affiné. Pour améliorer leurs repas, ils détournaient de la tome fraîche, premier stade de fabrication du fromage, afin de la mélanger à des pommes de terre revenues à la poêle.